# Skaneateles
Skaneateles es un pueblo ubicado en el condado de Onondaga en el estado estadounidense de Nueva York. En el año 2000 tenía una población de 7,323 habitantes y una densidad poblacional de 66.3 personas por km².

## Geografía
Skaneateles se encuentra ubicado en las coordenadas 42°56′48″N 76°25′42″O / 42.94667, -76.42833.

## Demografía
Según la Oficina del Censo en 2000 los ingresos medios por hogar en la localidad eran de $57,550 y los ingresos medios por familia eran $69,023. Los hombres tenían unos ingresos medios de $51,621 frente a los $31,250 para las mujeres. La renta per cápita para la localidad era de $28,624. Alrededor del 3.2% de la población estaban por debajo del umbral de pobreza.